# Neotheronia matamorosi
Neotheronia matamorosi är en stekelart som beskrevs av Ian D. Gauld 1991. Neotheronia matamorosi ingår i släktet Neotheronia och familjen brokparasitsteklar. Inga underarter finns listade i Catalogue of Life.